# Лазы
Ла́зы (лаз. ლაზეფე [лазепе]; груз. ლაზები [лазеби]; тур. Lazlar [лазлар]), или ча́ны (груз. ჭანები) — народ, говорящий на языке мегрело-занской (колхидской) группы картвельской языковой семьи. Традиционное население исторической области Лазистан на северо-востоке Турции.

## Расселение

Расселение народов картвельской семьи языков

Лазы проживают на территории исторической области Лазистан (Лазика, Лазети, Чанети), большая часть территории которой в настоящее время входит в состав Турции (ил Ризе).
На территории современной Турции лазы начали расселение ещё с дохристианских времён, и несмотря на то, что они подвергались неоднократным нападениям, лазы сумели удержаться на этой территории.
В Турции лазы также проживают в западных илах страны и в Стамбуле. Несколько лазских сёл (Сарпи, Квариати, Гонио, Махо и др.) расположены на территории Грузии, где лазы считаются этнографической группой грузин и не выделяются в отдельный народ. Живут также в Абхазии и в городах Батуми, Кобулети, Зугдиди.
На территории современной Турции преимущественно проживают в трёх ильче (районах) ила Ризе — Хопском, Аркабском и Борчхском, наряду с лазами там проживают турки, грузины и хемшилы (субэтническая группа армян).
Более свободный пограничный режим между Турцией и независимой Грузией позволил возобновить связь между родственниками, которые живут по обеим сторонам границы.
В России по переписи 2002 года 221 человек считали себя лазами. По переписи 2010 года — 160 человек.

## История
Первое письменное упоминание о лазах встречается в труде римского писателя Плиния Старшего Naturalis Historia (79-23/24 н.э.). На территории древнего Колхидского царства в III веке н.э. сформировалось Лазское царство, которое в византийских источниках упоминается как Лазика. По мнению Прокопия Кесарийского, лазы соответствуют колхам из античных источников. Он же указывает, что другие авторы отождествляют колхов с чанами, которые родственны лазам, но во времена Прокопия чаны жили вдали от моря. Если во времена Прокопия лазы и чаны были родственными племенами, в настоящее время различие между этими терминами утрачено, оба считаются синонимами.
В VI веке Лазика стала ареной соперничества между двумя великими империями – Византией и Сасанидской Персией.
В 1204 году, после проведённого по инициативе царицы Тамар похода, была создана Трапезундская империя, население которой преимущественно состояло из лазов. На восточных рубежах империи сложилось крупное лазское сообщество, известное как «Великая Лазия».
На протяжении длительного времени Лазистан оставался предметом споров между княжествами Самцхе-Саатабаго и Гурия.

### Османская империя и исламизация
В 1547 году османские войска захватили Лазистан.
В книге Иосифа Кипшидзе «Чанские тексты» упоминается передача лазов о завоевании Лазистана Османской империей и его исламизации. Согласно этой передаче, во времена правления султана Селима I османские войска вторглись в Лазистан из Трапезунда. Сначала они заняли Мело, затем, после боевых действий, захватили крепость Гонио. Это позволило османам блокировать такие регионы, как Архави, Вице, Атину, Хопу, Гонио, Батуми, Чхала, Беглевани, Ногеди (Макриали) и Сарпи. Противостояние длилось три месяца, и лазы были вынуждены подчиниться. На тот момент представителем лазов выступал Петро Хеция, которому было поручено заключить мир с Османской империей. Однако Хеция отказался принять ислам и в качестве условий перемирия согласился на уплату высоких налогов.
Согласно этим данным, позднее османы начали притеснять христианских священников и пригласили из Амасьи 45 ходжей для обращения лазов в ислам. Желание избежать высоких налогов, а также открытие новых турецких школ, способствовали процессам тюркизации и исламизации лазов. Лазы, которые сопротивлялись этим процессам, включая светских и духовных лидеров, были казнены османами в Папати и Дудиквати в 1600—1602 годах. Эти мученики были канонизированы Грузинской православной церковью.
В течение XVII века большая часть лазов постепенно приняла ислам. После укрепления своих позиций в регионе османы попытались внедрить систему миллета на новообращённых территориях. Местное христианское население, которое ранее подчинялось Грузинской церкви, было вынуждено перейти под юрисдикцию Константинопольского патриархата. Лазы-христиане, попавшие под такое влияние, постепенно теряли свой язык и идентичность, что часто приводило к их «эллинизации».

### Русско-Османские войны
С 1801 года Российская империя последовательно присоединяла грузинские царства и княжества. Усиление позиций России на юго-западе Кавказа вызвало противодействие Османской империи, что привело к русско-турецкой войне 1806—1812 годов. После этой войны султан Махмуд II начал ужесточать давление на местных лазских беев Лазистана.
С 1814 по 1834 годы произошли несколько крупных восстаний, возглавленных лидерами, такими как Тузджуоглу Мемиш Ага. Эти восстания были подавлены, однако многие аяны сохранили влияние до 1840-х годов.

### Русско-турецкая война 1877–1878 годов и её последствия
Положение лазов ещё больше ухудшилось в результате русско-турецкой войны 1877—1878 годов. Согласно Сан-Стефанскому мирному договору (3 марта 1878 года) и решениям Берлинского конгресса (июнь/июль 1878 года), большая часть Лазистана, включая Батуми и Артвин, перешла под контроль Российской империи.
Лазы восприняли Сан-Стефанский договор как предательство со стороны Османской империи. Представители Лазистана обратились за помощью к британцам, пообещав верность британской королеве. На Берлинском конгрессе британские дипломаты поддержали идею независимого Лазистана, чтобы предотвратить передачу порта Батуми России. Лорд Солсбери предложил создать независимый лазский эмират, однако соглашения между сторонами достигнуто не было. После занятия Батуми Россией административный центр Лазистана был перенесён в Ризе.
В условиях политического, экономического и культурного давления многие лазы и грузины покинули родные земли и переселились в Османскую империю (Бурса, Ялова, Карамюрсель, Измит, Адапазары и Сапанджа). Согласно османской переписи 1882 года, в Османской империи проживало около 40 тысяч лазов и грузин. Испытания, вызванные российской экспансией, ещё больше усилили верность лазов Османской империи.
Согласно Искендеру Циташи, с 1908 года в Лазистане началось национальное движение под руководством Фаика Эфендиши на фоне распространения движения младотурок в Османской империи, однако это движение вскоре было подавлено по приказу Абдул-Хамида II. По свидетельствам Н. Я. Марра, Фаик был арестован за попытку создать лазский алфавит, а его труды были уничтожены.

### Первая мировая война

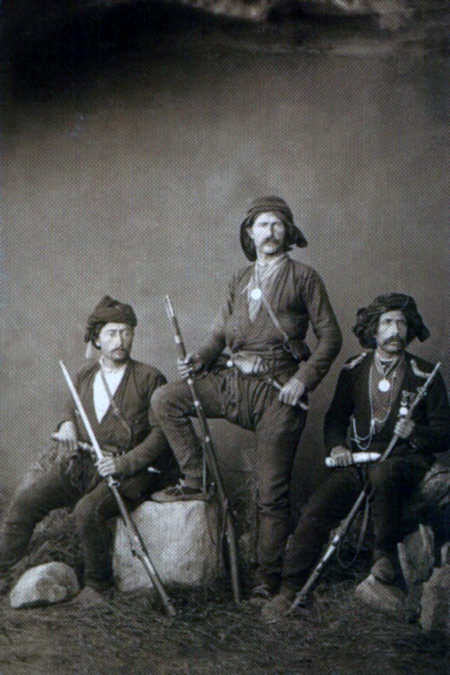
Лазы в традиционной одежде (начало XX века)

Во время Первой мировой войны (1914–1918) русские войска оккупировали Ризе и Трабзон. Однако после революции 1917 года в России они были вынуждены отступить, и в марте 1918 года эти территории вновь перешли под контроль турецко-османских сил.
Лазы, наряду с грузинами, участвовали в борьбе против Российской империи, сражаясь в составе грузинского легиона, созданного в Османской империи. В этот же период был образован Лазистанский филиал Комитета освобождения Грузии, который действовал до 1918 года, когда Лазистан полностью оказался под контролем Османской империи.
В 1918—1920 годах в Лазистане усилилась активность национальных движений. Были созданы различные комитеты и временные правительства, стремившиеся к независимости региона. Однако договор о дружбе между РСФСР и Турцией, подписанный в 1921 году, упростил Турции аннексию Лазистана.
Часть лазов, исповедовавших христианство, была эвакуирована в Грецию в рамках обмена населением между Турцией и Грецией.
Автономный Лазистанский санджак существовал до 1923 года.

### Кемалистская Турция
В 1923 году в турецком парламенте была предложена идея переименования Лазистана в Ризе. Основной аргумент в пользу изменения названия заключался в том, что «Лазистан» не соответствовал турецким национальным интересам. Турецкое правительство использовало различные методы для запрета публикаций на курдском, лазском и черкесском языках. Эти запреты были введены в действие решением Закона о прессе 1931 года. С этого момента турецкое правительство стало считать публикации на этих языках «сепаратистскими».
С 1932 года до 1990-х годов, в рамках Турецкой исторической тезы, турецкое государство не признавало нетурецкое происхождение этнических меньшинств. В частности, поддерживались маргинальные теории, такие как работы Кырзыоглу (1986 года), согласно которым лазы объявлялись народом турецкого происхождения.
В 1934 году Турция приняла «Закон о фамилиях» (тур. Soy Adı Kanunu). В соответствии со статьёй 5 закона, «новые фамилии должны быть взяты из турецкого языка». Статья 7 запрещала использование фамилий, указывающих на «иностранную расу или народ», а статья 8 запрещала фамилии, «показывающие принадлежность к племени или клану». В результате этих политических изменений многие лазы были вынуждены изменить свои фамилии.
Закрытие границы между Советским Союзом и Турецкой Республикой осложнило социально-экономическое положение лазов, однако в 1950-х годах государственное финансирование чайной промышленности улучшило их положение. Это способствовало образованию «государственно ориентированного» отношения среди лазов, а также их миграции в западные провинции Турции. Турция стала пятым по величине производителем чая в мире. Вовлечение в экономику и миграция способствовали утрате лазского языка среди лазов.
Развитие чайной промышленности с 1950 по 1965 год сопровождалось резким сокращением числа людей, идентифицировавших себя как лазы. В 1945 году число носителей лазского языка в Турции составляло 46 987 человек. В 1965 году лазский язык указали в качестве второго языка 59 101 человек, а в качестве родного языка — только 26 007 человек.
В ранний республиканский период дети-лазы начинали обучение без знания турецкого языка, однако впоследствии им было запрещено говорить на родном языке, за что следовали символические и физические наказания. Со временем турецкий язык стал преобладающим среди среди образованных, урбанизированных и прибрежных сообществ лазов, в то время как лазский язык сохранился в горных и сельских районах.

### В настоящее время
1980-е годы ознаменовались деятельностью лазского культурного движения, основной целью которого было сохранение лазского языка и культуры. В этот период был создан Лазская письменность на основе латиницы и стандартизирован лазский язык. В дополнение были разработаны словари и грамматика, что способствовало проведению курсов по изучения лазского языка, таких как занятия в Кёльнском «Культурном центре Лазебура».

Появились также печатные издания на лазском языке: «Огни» (Стамбул, 1993–1994), «Мжора» (2000), «Танура» и «Скани Нена» (2009 – по настоящее время).

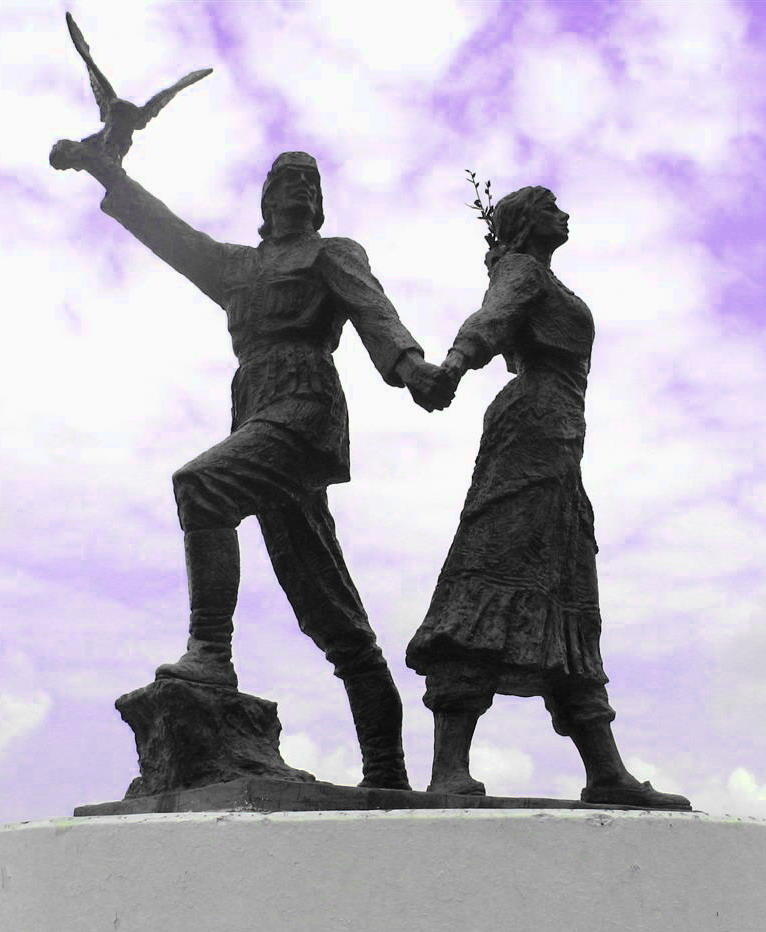
Скульптура лазского мужчины и женщины. Архави, Турция

Музыка играла особую роль в лазском культурном движении. В 1993 году студенты с левыми взглядами, лазы из Стамбула (включая Казима Коюнджу, Мехмедали Барыш Бешли и других), создали рок-группу Zuğaşi Berepe («Дети моря»), которая по сути стала политическим заявлением благодаря песням, исполненным на лазском языке. После распада группы Казим Коюнджу продолжил свою музыкальную карьеру сольно. В этот же период появился Бирол Топалиши, который продолжает вносить значительный вклад в развитие традиционной лазской музыки.
Расцветом лазского культурного движения стало создание организаций, таких как Sima (Измит, с 1996 года), Лазебура (Кёльн, с 1998 года), Общество лазской культуры (Стамбул, с 2008 года), Лазский институт (Стамбул, с 2013 года) и другие. Их деятельность значительно укрепила лазское самосознание в Турции.

## Язык
Лазы говорят на лазском языке, родственном мегрельскому, вместе с которым он входит в отдельную от грузинского — мегрело-занскую (мегрело-чанскую) языковую группу картвельской семьи языков.
Различают три лазских диалекта: хопский (с чхалским говором), вице-аркабский и латинский (с арташенским и булепскими говорами).
Лазы в Турции и Грузии говорят также на турецком и грузинском языках соответственно.

## Культура

### Танцы и музыка

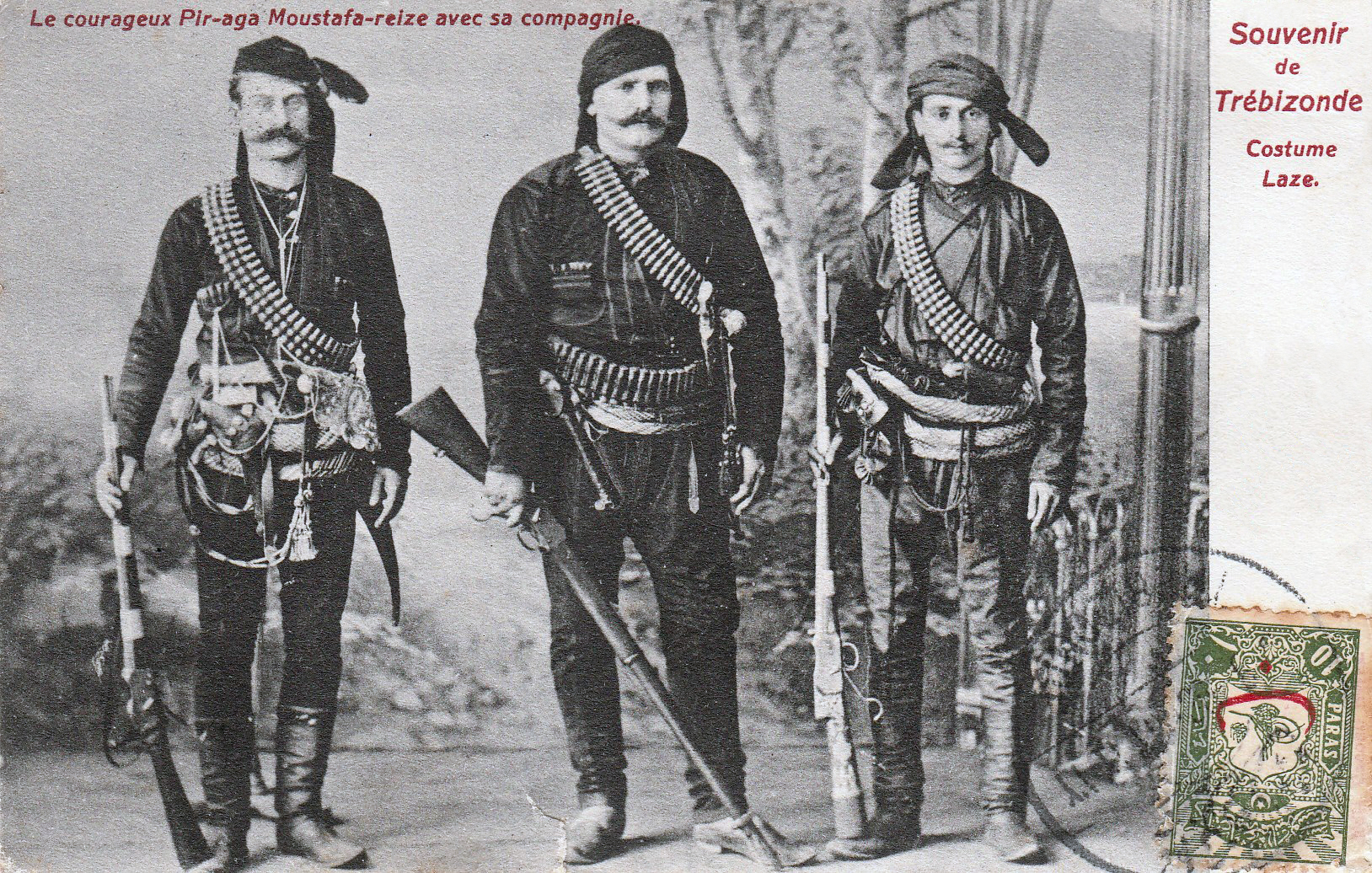
Лазские бойцы в национальной одежде

Лазы сохраняют и развивают свои неповторимые музыкальные и танцевальные традиции. Одним из ключевых составляющих лазской музыкальной культуры является «кеменче». Этот струнный инструмент вертикально держится на коленях исполнителя и играется с использованием смычка. Другим важным музыкальным инструментом лазов является «тюльюм» — волынка. Танцевальные традиции лазов включают в себя «хорон» — живописный и энергичный танец. Хорон может исполняться в стройных линиях или в круге и отличается своими быстрыми и динамичными движениями. Часто говорят, что движения хорон напоминают движения маленькой рыбки «хамси» (хамса), которая является важной частью местной кухни.

## Фамилии
Лазские фамилии часто имеют окончания -ши -ия -ен, например: Гвадзабия, Миквабия, Лабия, Накопия, Начкебия, Олен (в России и на Кавказе), или -оглы (в Турции), например, Кур-оглы, Чан-оглы. Такое окончание они получили в результате вхождения лазских территорий в Османскую империю.
Ранее преимущественно имела традиционные окончания -ши -ия -ен. Эта форма, впрочем, сохранилась у некоторых лазов и ныне, например, Абдулзелиши, Мемишиши или Хелимиши. Современные лазы, живущие вне Турции, часто убирают окончание -оглы, оставляя лишь «корень» фамилии, например, вместо Кур-Оглы просто Кур.
В 1934 году в Турции был принят «Закон о Фамилиях» (тур. Soy Adı Kanunu). Согласно статье 5, «новые фамилии должны быть взяты из турецкого языка». Статья 7 запрещала использовать имя «иностранной расы и нации» в качестве фамилии, а статья 8 запрещала выбирать «имена, которые показывают принадлежность к племени или клану» в качестве новых фамилий. В связи с этими политическими изменениями, многие лазы были вынуждены изменить свои фамилии, которые отражали их этническую принадлежность.

## Известные представители
- Экрем Имамоглу[16] — турецкий политик, мэр г. Стамбул
- Реджеп Эрдоган[17] — президент Турции